# Рясниківський заказник
Рясникі́вський зака́зник — ентомологічний заказник місцевого значення в Україні. Об'єкт природно-заповідного фонду Рівненської області. 
Розташований у межах Гощанського району Рівненської області, неподалік від села Рясники. 
Площа 15 га. Статус надано згідно з рішенням облвиконкому від 22.11.1983 № 343 (зміни згідно з рішенням облвиконкому від 18.06.1991 № 98). Перебуває у віданні ДП СЛАП «Гощанський держспецлісгосп» (кв. 10, вид. 1-5, 9, 11). 
Статус надано з метою збереження місць розмноження диких комах — джмелів, бджіл-запилювачів.